# 陈伟联
陈伟联（Kelvin Tan，1981年10月5日— ）新加坡著名视障歌手。他是新加坡第一届《绝对SuperStar！》的总冠军。

## 概述
2005年9月1日，陈伟联在新传媒U频道所主办的《绝对SuperStar!》比赛裏，以高票击败对手，获得压倒性胜利。第一届《绝对SuperStar!》吸引了近4000人报名参加。经过多轮试镜，24名（12男，12女）参赛者以淘汰赛的方式在观众面前选出一位总冠军。身为总冠军的陈伟联目前是华纳音乐（新加坡）旗下歌手之一。
陈伟联也是新加坡视障协会的两名保龄球选手之一。在1996年与1999年之间，他曾代表新加坡参加国际视障保龄球比赛，并荣获不少奖项。他也是第一位代言产品的视障人士，在新加坡可说是前所未有。
陈伟联也在好友设立的网络电台「旋律电台」多次客串播音员的角色。陈伟联也参与了由新传媒制作的偶像剧 - 《梦。拼图》，这是新加坡第一部由视障人士主演的电视连续剧，已在2006年3月通过新传媒U频道播映。2006年4月22日，陈伟联已在新加坡举行第一个个人演唱会。他是自雷·查尔斯、安德烈·波伽利与史提夫·汪达（Stevie Wonder）之后，第一位亚洲视障歌手拥有大型的演唱会。
陈伟联也常参与各种慈善与社区活动。身为2005年新加坡残障意识公民教育大使与青年领袖，他积极鼓励青年与其他象他一样的残障人士追求梦想。在2006年，他获得了新加坡卓越青年优异奖，以表扬他坚韧不拔的精神。陈伟联从街头艺人变成著名歌手的历程已成为一部英语励志短片《Life Story》（译：生活写照）的题材。
在2007年，伟联凭着他的第二张国语专辑《i．伟联》进入台湾。2008年，除了在中国各大城市如北京，上海，深圳，武汉等为《i．伟联》进行紧锣密鼓的专辑宣传，他在汶川大地震后，前往成都参与了《重建心灵家园- 爱无限》筹款晚会为灾后重建募款，并亲自到灾区给予居民慰问及鼓励。2009年，其出版了第三张专辑。

## 个人CD与精选集
从2005年第一张发片到今日，陈伟联已经发了一张单曲，一张《绝对Superstar》 的合集，三张个人专辑，三张改版专辑，两张卡啦OK DVD，和一张演唱会DVD。 
| 专辑名称                          | 发行日期 | 发行量（地区）      | 销售量（地区）                                                                                       | 奖项 |  |
| 童话（单曲CD）                    | 2005年8月 | 15,000张（新加坡）  | 13,000张（新加坡）                                                                                   | 黄金销售量 |  |
| 其实你不懂我的心                  | 2005年9月 | -                   | - | - |  |
| 我只是想要…陈伟联                 | 2006年1月11日 （新加坡） 2006年1月26日 （马来西亚） 2006年3月9日 （VCD版本） 2006年5月 （卡拉OK版本）              | 45,000张 （新加坡） | 45,000张（新加坡） 15,000张（马来西亚）                                                              | 1）发行日超过10,000张（新加坡） 2）三白金销售量（新加坡） 3）白金销售量（马来西亚） 4）《触摸》荣获「红星大奖2006"最佳主题曲」                                                                               |  |
| I-伟联                            | 2007年8月31（台湾） 2007年9月18日（新加坡） 2007年10月16日（香港） 2007年12月9日（马来西亚） 2008年4月24日（中国） | -                   | 20,000张（台湾） （9月14日2009年-新加坡海峡时报） 15,000张（新加坡） （2008年4月7日-新加坡海峡时报） | 1）第一张台湾个人大碟 2）第二张新加坡个人大碟 3）第一张香港个人大碟 4）第二张马来西亚个人大碟 5）第一张中国个人大碟                                                                                          |  |
| 走唱陈伟联 （页面存档备份，存于） | 2009年8月9日（新加坡） 2009年9月8日（马来西亚） 2009年12月31日（台灣）                                             | -                   | | 1）第三张新加坡个人大碟 2）第三张马来西亚个人大碟 3）第二张台湾个人大碟（愛的獨行俠）（擎天娛樂發行） 4）《我们》荣获「红星大奖2010最佳主题曲」 5）《分手的情书》荣获「新加坡e乐大賞1003优势流行榜年度歌曲」 |  |
| 新谣                              | 2017年 | -                   | | 翻唱专辑 翻唱的歌曲以新谣为主 |  |

## 歌曲排行档案
| 歌曲/电台                 | Y.E.S.933（新） 最高排名 （上榜次数） | 883JIAFM（新） 最高排名 （上榜次数） | Radio 1003（新） 最高排名 （上榜次数） | FM988（马） 最高排名 （上榜次数） | RTHK （香港） 最高排名 （上榜次数） | GCMA（总） 最高排名 （上榜次数） |  |
| 《我只是想要》            | 02（11）                              | 01（24）                             | 01（07）                               | 11（05）                          | -                                   | 05（05）                         |  |
| 《爱·恨·难》              | 05（12）                              | 08（03）                             | 04（08）                               | -                                 | -                                   | -                                |  |
| 《I Love You （我爱你）》 | 01（09）                              | 03（09）                             | -                                      | -                                 | 03（04）                            | 01（08）                         |  |
| 《普通的人》              | 05（08）                              | 17（03）                             | 01 X 2（10）                           | -                                 | -                                   | -                                |  |
| 《亲爱的，做个好梦》      | 06（06）                              | 05（09）                             | -                                      | -                                 | -                                   | -                                |  |
| 《分手的情书》            | 01（09）                              | 01（07）                             | 01（11）                               | -                                 | -                                   | -                                |  |
| 《永远的朋友》            | 04（08）                              | 01（06）                             | 01（08）                               | 08（07）                          | -                                   | -                                |  |
| 《我们》                  | 02（08）                              | -                                    | -                                      | -                                 | -                                   | -                                |  |

## 个人成就与里程碑
2005年
- 9月1日：第一届《绝对SuperStar》总冠军
- 9月1日：正式签约Play Music，成为旗下歌手
- 9月24日：在马来西亚第一次举行公开小型音乐会
- 9月26日：新加坡第一位视障代言人
- 9月30日：《绝对SuperStar!》演唱会
- 10月20日：2005年新加坡残障意识公民教育大使
- 10月23日：新传媒8频道“癌过有晴天”筹款活动（筹款最多的艺人）
- 10月29日：《其实你不懂我的心》首次登上新加坡933醉心龙虎榜（登榜4次，最高排名14）
- 11月5日：「2005年新加坡残障意识公民教育」宣传活动
- 11月10日：新加坡青年领袖研讨会（演讲嘉宾） （页面存档备份，存于）
- 11月17日：第一个音乐录像《其实你不懂我的心》在U频道首播
- 12月18日：新传媒8频道“心手相连”筹款活动（非特技项目筹款最多的艺人）
- 12月30日：I-周刊封面人物（426期）

2006年
- 1月12日：首张个人专辑《我只是想要……陈伟联》创下新加坡发行日黄金销售量记录（超过10,000张）
- 1月18日：《我只是想要……陈伟联》专辑荣获新加坡双白金销售记录（超过30,000张）
- 2月1日：《我只是想要……陈伟联》专辑荣获马来西亚白金销售记录（超过15,000张）
- 2月4日、2月5日：陈伟联首次举行个人签唱会（新加坡）
- 2月19日：陈伟联首次在马来西亚举行个人签唱会
- 3月2日：《梦。拼图》电视首播 （新加坡第一个视障人士主演的偶像剧）
- 3月29日：2006年新加坡卓越青年优异奖得主（个人成就）
- 4月22日：亚洲第一位视障人士举行大型个人演唱会（新加坡）
- 6月20日：'Life Story'- 以陈伟联作为题材的英语励志短片
- 7月10日：《爱情零度C》- 陈伟联第二部电视连续剧（客串角色）
- 7月16日：中新歌会，非常新加坡《燃情之夜》表演者（新加坡）（中国中央电视台与新加坡新传媒机构联办）
- 8月9日：新加坡独立41周年庆典 (表演艺人)
- 9月1日：与新传媒和华纳音乐（新加坡）重新签约
- 9月3日：《2006年总统星光慈善》筹款嘉宾（新加坡）
- 9月22日：《2006年黄丝带计划》筹款嘉宾与表演者（新加坡）
- 10月28日：入围《第6届全球华语歌曲排行榜》地区杰出歌手（新加坡）
- 11月11日：第一位在越南表演的新加坡歌手
- 12月10日：荣获新加坡《红星大奖2006》「最受欢迎新人」与「10大最受欢迎男艺人」两大奖项

2007年
- 8月9日：客串演出新加坡电影《881》
- 8月31日：正式在台湾发展，推出个人专辑 I-伟联
- 9月12日：在台湾第一次举行公开小型音乐会
- 10月7日：第七届全球华语歌曲排行榜，香港體育館举行（与容祖儿同表演嘉宾和颁奖人）
- 10月9日：第二次当上I-周刊封面人物（新加坡）
- 10月16日：正式在香港推出个人专辑I-伟联[永久]
- 10月26日：新加坡金曲奖 2007（表演嘉宾和颁奖人）
- 12月9日：在马来西亚推出改版专辑I-伟联 （页面存档备份，存于）
- 12月13日：北京奥比斯携手娑罗举办盲童复明绘画展（表演嘉宾）
- 12月16日：柔佛洲金海湾2008年倒数，与石欣卉演唱他们专辑的歌曲（表演嘉宾）

2008年
- 3月23日：在新加坡举行的「S POP 演唱会」，与石欣卉演唱三首本地新谣时代的创作歌曲（表演嘉宾）
- 4月19日：在中国第一次公开演出，「喜迎奥运祝福残奥 爱心助盲」[永久]，这大型公益活动连同残奥的准备工作共步，第一站在深圳起步（表演嘉宾）。
- 4月24日：正式在中国发展，带着《I-伟联》专辑 （页面存档备份，存于）同时在北京在北京举行了一个发布会 （页面存档备份，存于），还特邀请中国媒体来接受访问。
- 4月27日：与同门师姐郭美美被聘为文明上网迎奥运活动 （页面存档备份，存于） 系列活动形象大使
- 6月9日：在新加坡OMY部落格大奖上，被提名「最佳本地名人部落格」，最终获得第三名的荣衔
- 6月28日：“重建心灵家园·爱无限” （页面存档备份，存于）公益活动，所收到的全部捐赠善款都将用于灾区重建（表演嘉宾）
- 7月13日：成为95.8FM城市频道所主办 《拯救地球大行动2008》[永久]的大使（新加坡）
- 9月7日：受邀担任在青海国际中心举行的“第13届残疾人奥运会”帆船比赛开幕式，与青岛一名女歌手孙雅君，演唱《同在蓝色星球上》（表演嘉宾）
- 10月6日：「I Love You（我爱你）」被提名 第八届“全球华语歌曲排行榜”- 年度二十大金曲

2009年
- 1月16日和17日：与新加坡华乐团的合作下，在「乐季序幕音乐会——春花齐放2009」 [永久]悦耳演出（表演嘉宾）
- 1月30日和31日：在新加坡滨海湾浮动舞台 《大地回春贺新年》 （页面存档备份，存于）演出，其中演唱了他第三张专辑新歌之一《星光伴我心》 （页面存档备份，存于）。同时接受海峡时报Rasor TV的访问 （页面存档备份，存于）（表演嘉宾）
- 3月6日：以一曲《小人物的心声》荣获印尼Radio Cakrawala 98.3FM主办的2008【星丰榜年度最佳金曲】音乐奖项
- 4月12日：在校园Superstar 3 2009里担任八位评审之一，也是当晚表演者之一。 其中演唱了他第三张专辑另外新歌之一 《孤单好吗？》 （页面存档备份，存于）（评审和表演嘉宾）
- 7月12日：受邀当今年的国庆日（8月9日）表演者之一，将演唱一连串的国歌。为了着特别演出，伟联早在媒体发表会三（7月2日）亮相。除此而外他也演唱国庆日2009的主题曲中文版本（由小寒改词），名为《就在这里》 （页面存档备份，存于）。英文版本是由Electrico 乐团演唱，名为《What Do You See?》
- 7月14日：第三张华语大碟电子宣传短片 （页面存档备份，存于）放映
- 7月29日：《艺点心思2》艺人访谈 - 陈伟联
- 8月9日：第三张个人专辑《走唱陈伟联》发售和在新加坡国庆典礼演出
- 8月14日：《走唱陈伟联》媒体、新闻发布会（新加坡）
- 8月15日：《走唱陈伟联》走唱活动起跑点（新加坡）
- 9月4日：《走唱陈伟联》签唱会（新加坡） （页面存档备份，存于）
- 9月8日：第三张个人专辑《走唱陈伟联》发售（马来西亚）
- 9月12日：参与《T音樂節》（吉隆坡）

2010年
- 2月12日：（中视） 參與第六屆《超級星光大道》發片歌手Pk賽，演唱张雨生的《大海》，得到25分（满分），获得评审们的激赏。

## 獎項
- 2019年紅星大獎最佳主題曲 - 守护你的善良(《你也可以是天使3》)[2]

## 外部連結
- 陈伟联个人网站
- 陈伟联个人部落格
- 陈伟联个人微博客（Twitter） （页面存档备份，存于）
- 陈伟联第三张专辑的专署部落格
- 陈伟联个人脸书（Facebook） （页面存档备份，存于）
- 陈伟联个人Youtube网页 （页面存档备份，存于）
- 陈伟联的华纳音乐网
- 陈伟联的擎天娛樂网
- 陈伟联中国个人空间

## 資料來源
1. ↑  ‘消声’2年重返乐坛 陈伟联2工院打工 盼40岁前成家 []
2. ↑  . www.8world.com.   [2020-02-02]. （原始内容存档于2020-02-02）.

| 前任： 劉芷絢 | 红星大奖 最佳新人 2006年 | 繼任： Pornsak |